# Gyöngyöshermán
Gyöngyöshermán is een plaats (város) en gemeente in het Hongaarse comitaat Vas.